# A Company Man
Ne doit pas être confondu avec Company Man.
Pour plus de détails, voir Fiche technique et Distribution.
A Company Man (회사원, Hoesawon) est un film sud-coréen réalisé par Lim Sang-yoon, sorti en 2012.

## Synopsis
Un tueur à gages voit sa tête mise à prix par sa propre organisation après avoir eu un moment de pitié.

## Fiche technique
- Titre : A Company Man
- Titre original : 회사원 (Hoesawon)
- Réalisation : Lim Sang-yoon
- Scénario : Lim Sang-yoon
- Musique : Mowg
- Photographie : Lee Hyung-deok
- Montage : Nam Na-young
- Production : Oh Hyun-ju et Jeong Yong-wook
- Société de production : Simmian, Showbox, Mediaplex et 51k
- Pays :  Corée du Sud
- Genre : Action, drame et thriller
- Durée : 96 minutes
- Dates de sortie : 
  -  Corée du Sud : 11 octobre 2012

## Distribution
- So Ji-sub : Ji Hyeong-do
- Lee Mi-yeon : Yu Mi-yeon
- Kwak Do-won : Gwon Jong-tae
- Kim Dong-jun : Ra Hun
- Jeon Gook-hwan : le président Jeon
- Lee Geung-young : Ban Ji-hun
- Han Bo-bae : Ra Bo-seul
- Jang Eun-ah : l'assistante Seo Min-hui
- Yu Ha-bok : le directeur Jin Chae-guk
- Park Jin-woo : le détective Jo Myeong-deok
- Kim Seo-won : le détective Choo Min-woo
- Lee Joon-Hyun : Do Jae-wook
- Hong Hee-won : l'assistant Gu

## Box-office
Le film a rapport 7,3 millions de dollars au box-office.